# 대한민국 소방청
소방청(消防廳)은 소방에 관한 사무를 관장하는 대한민국의 중앙행정기관이다. 청장은 소방총감으로, 차장은 소방정감으로 보한다.

## 소관 사무
- 소방에 관한 사무

## 역사

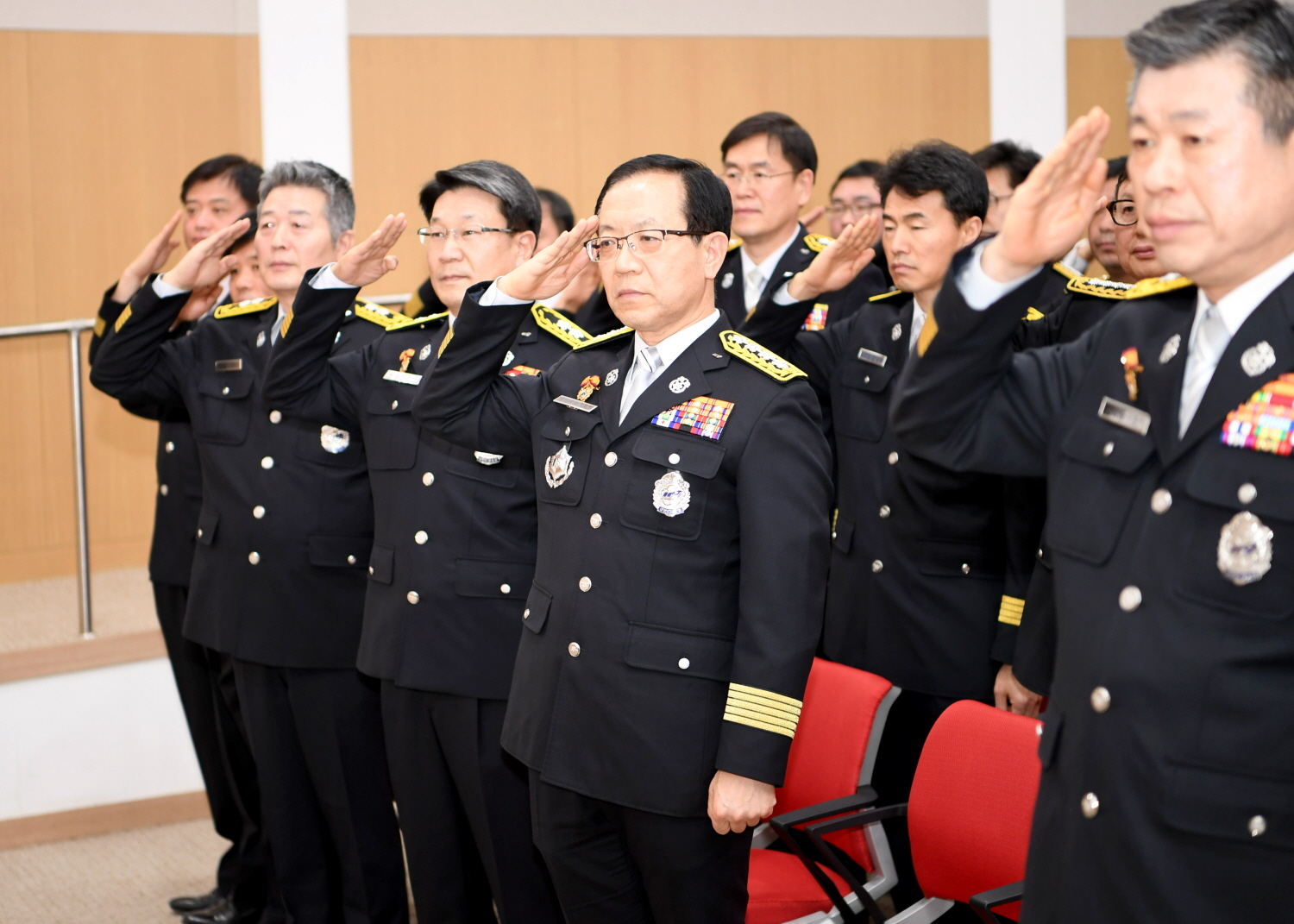
2019년 소방청 시무식

정부 수립과 함께 출범한 내무부 치안국 산하에 소방과를 둔 것이 한국 소방행정 역사의 시작이다. 당시 소방과는 소방행정, 소방의 훈련지도, 소방사상의 선전보급에 관한 사항을 맡았다. 1950년 소방과가 해체되었는데 소방행정에 관한 사무는 치안국 내의 다른 부서로 흩어졌다. 소방관의 복무와 장비에 대한 사무는 경무과에서, 소방관의 교양훈련과 승진시험에 대한 사무는 교육과에서, 소방에 대한 사무는 보안과에서 담당하도록 했다. 1953년 치안국 하부조직에 변화가 생겨 소방관의 교양·훈련·승진시험에 관한 사무가 경무과로 이관됐고 소방관의 복장·차량·장비에 관한 사무는 신설된 보급과에서 담당했다. 1955년 보급과가 폐지되고 담당 사무는 모두 경비과로 넘어갔다. 1950년대 소방행정은 치안행정과 함께 묶여서 집행되었기에 소방행정 나름의 전문성을 확보할 수 없었다.
이러한 문제는 1961년 치안국 산하에 소방과가 부활하면서 어느정도 해소되었다. 다만 소방과가 부활한 뒤에도 소방관의 인사·교양·훈련·감찰·복무·복장·회계·보급·차량 등에 대한 사무는 여전히 경무과에서 담당했고 소방과는 민방공·소방·수난구조·방호에 관한 사무만 맡았다.
1970년 8월 소방 업무를 강화한다는 명목으로 소방행정을 내무부 소관에서 지방자치단체로 이관키로 정해졌다. 다만 서울특별시와 부산직할시를 제외한 9개의 도는 재정 사정을 고려하여 이관 시기를 정하기로 했다. 하지만 지방 재정 상황은 나아지지 않아 내무부가 소방행정을 계속 담당하여 서울·부산시와 도 지역의 이원화된 소방행정 체제가 계속 이어졌다. 인사권 역시 서울시와 부산시의 소방본부장은 내무부가, 국가소방경찰관은 내무부 치안국이, 지방소방공무원은 지방자치단체가 가지는 등 중구난방이었다. 「지방소방공무원법」이 제정됐지만 「경찰공무원법」이 개정되지 않아 국가소방관은 인사에 있어 치안국의 눈치를 살펴야 했다. 1975년 8월 내무부 치안본부 산하의 소방과에서 내무부 민방위본부 소방국으로 승격해 독자적인 기능을 갖춘 조직이 되었다. 경찰 산하에 있던 소방 업무가 별도 편제의 국 단위가 되었다는 점에서 1975년을 한국 소방조직 탄생 원년으로 삼는다.
1988년 민주화 이후 소방행정의 전문화에 대한 목소리도 높아졌다. 소방국 내의 요직을 소방관이 아닌 일반직 공무원이 차지하고 있어 갈등과 사기 저하를 초래하며 급변하는 소방행정에 능동적으로 대처하기도 어려웠다. 김영삼 정부의 출범을 전후로 해서 소방행정의 독립에 대한 목소리도 나오기 시작했다. 직무의 전문성과 특수성을 살리고 유능한 소방 인력을 확보하며 소방조직의 요직을 소방관에게 맡겨야 한다는 것이 주된 내용이었다. 15개 시도의 소방본부와 110개가 넘는 소방서, 610개가 넘는 소방파출소를 관리하고 전국에 산재한 대형 건축물·위험물 시설·공단 등 재난요소들이 도사리는 상황 속에서 독립된 소방청이 필요하단 의견도 많았다. 1997년 대선에서 승리한 김대중 역시 정부조직 개편을 구상하면서 소방청을 설치하는 것을 포함하고 있었다. 2001년 3월에 발생한 홍제동 주택 화재는 소방관들의 근무 환경이 얼마나 열악한지를 적나라하게 보여준 사건이었다. 이 외에도 소방 검열, 제설 작업, 식수 공급 등 소방관들의 할 일은 많지만 경찰관보다 낮은 보수와 보상 대책 등은 오랫동안 문제로 지적되어왔다.
노무현 정부가 출범하면서 소방행정 독립은 본격적인 움직임을 보이기 시작했다. 정부와 여당인 민주당은 2003년 5월 행정자치부의 외청으로 250~300명 정도 규모의 국가방재소방청을 신설하는 방안을 추진키로 했다. 이후 당정협의를 거쳐 재난총괄부서로서 소방방재청을 설치하기로 최종 결정됐다. 이는 민주당이 정부기구에 '국가'라는 명칭을 사용하는 것이 어색하다는 이유로 변경된 것이었다. 8월 행자부는 실질적인 재난현장 지휘체계 확보를 위해 중앙재해대책본부와 중앙사고대책본부를 행자부 산하 중앙재난안전대책본부로 일원화하고 그 산하에 소방방재청이 담당하는 긴급구조통제단을 설치하는 안을 발표했다. 하지만 방재 관련 19개 민간학술단체는 재해·재난 업무 중 일부에 불과한 소방 업무를 담당하는 소방조직이 광범위한 국가재난관리업무 전체를 담당하는 안에 반대한다며 현장대응능력을 강화하는 차원에서 행자부 민방위재난통제본부를 차관급 기구로 격상시켜 재해·재난 업무 총괄 기능을 맡기고 소방청은 소방·구조·구난 업무만 맡겨야 한다고 주장했다.
소방방재청 출범을 앞두고 행자부는 청장 직위를 정무직으로 규정한 「정부조직법」 개정안을 국회에 제출했다. 이에 전재희 한나라당 의원은 청장 직위를 '소방직'으로 하는 수정안을 발의했다. 허성관 행자부 장관은 "소방방재청 직원으로 흡수되는 민방위재난통제본부의 소방직 공무원은 3분의 1에 불과해 다른 직종 공무원들의 (청장 승진) 기회가 원천적으로 제한당한다"라고 주장했고 행자부 직장협의회와 공무원노동조합도 전재희 의원의 수정안을 "소방방재청의 기능과 조직을 무시한 발상"이라며 반발했다. 이 문제로 정부안과 수정안 모두 12월 본회의에서 부결돼 소방방재청 독립은 다음 기회로 연기되고 말았다.
2004년 1월 행자부는 다시 「정부조직법」 개정안을 마련해 국회에 제출했다. 이번엔 청장 직위를 정무직 또는 소방직으로 하여 나름의 절충안을 마련했다. 전재희 의원은 여기에 다시 반발했고 결국 2월 행정자치위원회는 '청장과 차장 중 1인은 소방공무원으로 보임해야 한다'는 규정을 신설하는 것으로 타협해 통과시켰다. 해당 개정안은 3월 본회의를 통과돼 행자부 외청으로 재난관리전담기구인 소방방재청을 두는 근거법이 드디어 마련되었다. 6월 1일 소방방재청이 정식 출범했다. 이후 17개 시도 산하에 지금과 같은 소방본부 체제가 짜이게 되었다.
2014년 세월호 침몰 사고가 발생한 것을 계기로 박근혜 정부는 국가안전처 신설을 추진했다. 국가안전처는 안전행정부의 재난안전 총괄·조정 기능, 해양수산부의 해양교통관제(VTS) 기능과 소방방재청·해양경찰청 기능을 통합하는 것이었고 따라서 소방청과 해경청은 사실상 폐지되는 수순을 밟게 되었다. 이와 같은 「정부조직법」 개정안은 5월 29일 입법예고됐다. 하지만 차관급 소방청을 1급 소방방재본부로 격하하는 것에 대한 반발이 곳곳에서 쏟아져나왔다. 정부와 여당인 새누리당은 야당인 새정치민주연합과 정부조직 개편을 위한 논의에 나섰다. 민주당은 국가안전처의 이름을 국민안전부로 하고 '부'급 부처로 할 것을 제안했지만 새누리당은 명칭 변경 제안만 받아들였다. 또한 민주당은 소방청과 해경청을 신설 국가안전처 산하에 두되 외청으로 할 것을 제안했지만 이 문제도 협의를 보지 못했다. 민주당은 "처 산하에 청을 두는 것도 기형적", "정부조직법 골격 자체가 처는 차관급 자리고 그 밑에 외청을 두지 않는 걸로 돼 있다"라고 주장했지만 새누리당은 "처로 설치하면 외청을 못두는 건 아니고 지금까지 처를 두면서 외청을 둔적이 없다는 것", "처로 하면 외청을 못두니까 부로 해야 한다는 것도 100% 그런 것은 아니라고 한다"라고 맞섰다. 이런 상황에서 소방관 국가직 전환 요구가 계속 이어졌고 소방청 존속과 소방관 국가직화를 주장하는 1인 시위까지 일어났다. 이에 대한 미온적 대처를 이유로 10월 조성완 차장과 남상호 청장이 연이어 사직하면서 소방청 조직은 크게 흔들렸다.
11월 소방청과 해경청의 외형만 해체하고 실질적인 조직과 기능은 그대로 두는 형태로 국민안전처에 흡수하기로 여야 간의 합의가 이루어졌다. 국민안전처 산하 본부로 개편되지만 본부장들이 독자적인 인사권과 예산권을 행사하기로 한 것이다. 19일 공식적으로 국민안전처가 출범했고 소방청은 국민안전처 산하 중앙소방본부로 탈바꿈했다. 이로써 국민안전처는 중앙소방본부가 육상 재난을 담당하고 해경청을 개편한 해양경비안전본부가 해상 재난을 담당하여 분산된 재난 관리에 효율적으로 대응하는 체계를 갖추게 되었다.
하지만 소방청과 해경청의 독립 문제는 계속해서 터져나왔다. 2017년 박근혜 대통령 탄핵으로 인해 5월에 조기 대선을 치르게 되었다. 그리고 선거에 나온 5당의 주요 후보들은 모두 소방청의 독립을 공약으로 내걸었다. 이후 집권한 문재인 정부는 안전을 담당하는 소방청과 해경청을 독립시키기로 했다. 국가재난을 통합관리하겠다고 국민안전처가 출범했지만 조직이 이원화되어 지휘 체계가 복잡해졌다고 인식했기 때문이다. 7월 「정부조직법」이 개정되어 국민안전처가 해체되고 소방청이 다시 행안부의 외청으로 돌아왔다. 이로써 내무부 산하에 소방국이 생긴 지 64년 만에 소방조직은 명실상부한 독립청이 되었다.
한편 2017년 5월 강원도 삼척시와 강릉시, 경상북도 상주시에서 발생한 동시다발 대형산불은 산불 주무부서를 산림청과 소방본부 중 어디가 적합한지에 대한 논란을 다시 불러일으켰다. 산불 주무기관은 산림청이며 지방자치단체와 농림축산식품부 등과 공조하여 대응하고 있지만 소방본부는 "화재 진화는 자신들이 전문가이며, 육상지역 재난의 통합관리 필요성이 있다"라며 산불 업무 이관을 오랫동안 요청해왔다. 하지만 산림청은 산불의 특수성을 고려해서 산림청이 맡아야 한다고 주장했다.

### 연혁
- 1948년 7월 17일: 내무부 치안국에 소방과를 설치하여 소방행정에 관한 사항을 관장.[30]
- 1950년 4월 1일: 소방과를 폐지. 소방관의 복무에 관한 사무는 경무과로, 소방관의 훈련과 승진에 관한 사무는 교육과로, 일반소방에 관한 사무는 보안과로 이관.[31]
- 1953년 7월 6일: 소방관의 훈련과 승진에 관한 사무를 경무과로 이관하고, 보급과에서 소방관의 자재 및 장비에 관한 사무를 관장.[32]
- 1955년 2월 17일: 소방관의 자재 및 장비와 일반소방에 관한 사무를 경비과로 이관.[33]
- 1961년 10월 2일: 소방관의 보급에 관한 사무를 경무과로 이관하고 일반소방에 관한 사무를 소방과로 이관.[34]
- 1974년 12월 31일: 내무부 제2부 소속으로 변경.[35]
- 1975년 8월 26일: 내무부 민방위본부 소속 소방국으로 승격.[36]
- 1995년 10월 19일: 민방위재난통제본부 소속으로 변경.[37]
- 1998년 2월 28일: 행정자치부 소속으로 변경.[38]
- 2004년 6월 1일: 소방방재청으로 승격.[39]
- 2008년 2월 29일: 행정안전부의 외청으로 소속 변경.[40]
- 2013년 3월 23일: 안전행정부의 외청으로 소속 변경.[41]
- 2014년 11월 19일: 국민안전처의 하부조직인 중앙소방본부로 개편.[42]
- 2017년 7월 26일: 행정안전부의 외청인 소방청으로 독립.

## 조직
| 국                 | 담당관실·과                                                                                        | 담당관실·과                                                                                        |
| 청장 산하 하부조직 | 청장 산하 하부조직                                                                                 | 청장 산하 하부조직                                                                                 |
| ------------------ | -------------------------------------------------------------------------------------------------- | -------------------------------------------------------------------------------------------------- |
|                    | 대변인실                                                                                           | |
|                    | 119종합상황실                                                                                      | 상황담당관실                                                                                       |
| 차장 산하 하부조직 | | |
| 기획조정관실       | 기획재정담당관실ㆍ혁신행정법무담당관실ㆍ보건안전담당관실ㆍ교육훈련담당관실ㆍ국립소방병원건립추진단 | 기획재정담당관실ㆍ혁신행정법무담당관실ㆍ보건안전담당관실ㆍ교육훈련담당관실ㆍ국립소방병원건립추진단 |
|                    | 감사담당관실ㆍ운영지원과                                                                           | |
| 119대응국          | 대응총괄과ㆍ화재대응조사과ㆍ구조과ㆍ119구급과ㆍ구급역량개발팀                                      | 대응총괄과ㆍ화재대응조사과ㆍ구조과ㆍ119구급과ㆍ구급역량개발팀                                      |
| 화재예방국         | 화재예방총괄과ㆍ소방분석제도과ㆍ위험물안전과ㆍ생활안전과                                           | 화재예방총괄과ㆍ소방분석제도과ㆍ위험물안전과ㆍ생활안전과                                           |
| 장비기술국         | 장비총괄과ㆍ소방항공과ㆍ정보통신과ㆍ소방산업과                                                     | 장비총괄과ㆍ소방항공과ㆍ정보통신과ㆍ소방산업과                                                     |

### 소속기관
- 청장의 관장 사무를 지원하는 기관
  - 중앙소방학교, 중앙119구조본부
- 청장의 관장 사무를 지원하는 책임운영기관
  - 국립소방연구원

### 소속 자문위원회
| 위원회명                                     | 설치근거                                          |
| -------------------------------------------- | ------------------------------------------------- |
| 119항공기사고조사위원회                      | 119구조구급에 관한 법률 시행령 제19조             |
| 사전재해영향성검토위원회                     | 자연재해대책법 제4조                              |
| 소방공무원보건안전 및 복지증진정책심의위원회 | 소방공무원보건안전 및 복지기본법 제9조            |
| 소방산업진흥정책심의위원회                   | 소방산업의 진흥에 관한 법률 제12조                |
| 소방특별조사대상선정위원회                   | 소방시설의 설치유지 및 안전관리에 관한 법률 제4조 |
| 연구개발사업조정협의회                       | 재난 및 안전관리 기본법 시행령 제78조의2          |
| 재해경감대책협의회                           | 자연재해대책법 제10조                             |
| 재해복구사업사전심의위원회                   | 자연재해대책법 제55조                             |
| 중앙구조구급정책협의회                       | 119구조구급에 관한 법률 제27조                    |
| 중앙소방기술심의위원회                       | 소방시설공사업법 제30조                           |
| 중앙재해위험개선사업심의위원회               | 재해위험개선사업 및 이주대책에 관한 특별법 제3조  |
| 중앙저수지댐안전관리위원회                   | 저수지댐 안전관리 및 재해예방에관한법 제4조       |
| 풍수해보험심의위원회                         | 풍수해보험법 제8조                                |

## 정원
소방청에 두는 공무원의 정원은 다음과 같다.
| 총계          | 총계              | 281명 |
| ------------- | ----------------- | ----- |
| 소방공무원 계 | 소방공무원 계     | 238명 |
|               | 소방총감          | 1명   |
|               | 소방정감          | 1명   |
|               | 소방감            | 4명   |
|               | 소방준감          | 7명   |
|               | 소방정            | 18명  |
|               | 소방령 이하       | 207명 |
|               |                   |       |
| 일반직 계     | 일반직 계         | 39명  |
|               | 3급 이하 5급 이상 | 14명  |
|               | 6급 이하          | 19명  |
|               | 전문경력관        | 6명   |
|               |                   |       |
| 경찰공무원 계 | 경찰공무원 계     | 4명   |
|               | 경정 이하         | 4명   |

## 재정
총수입·총지출 기준 2023년 재정 규모는 다음과 같다.
| 구분     | 세입예산       | 작년 대비 증감 |
| -------- | -------------- | -------------- |
| 일반회계 | 42억 4600만 원 | +18.64%        |
|          |                |                |
| 합계     | 42억 4600만 원 | +18.64%        |

| 구분     | 구분     | 세출예산         | 작년 대비 증감 |
| -------- | -------- | ---------------- | -------------- |
| 일반회계 | 재난관리 | 3087억 8100만 원 | +27.3%         |
|          |          |                  |                |
| 합계     | 합계     | 3087억 8100만 원 | +27.3%         |

## 같이 보기
- 소방청장
- 소방청 차장
- 대한민국의 소방
- 소방발전협의회
- 중앙소방본부
- 소방본부
- 소방서
- 미국 연방재난관리청
- 도쿄 소방청

### 내용주
1. ↑  4명을 둔다.
2. ↑  2023년 12월 31일까지 존속하는 한시조직.
3. ↑  2026년 8월 31일까지 존속하는 한시조직.
4. 1 2  한시정원 1명 포함.

### 참조주
1. 1 2  「소방청과 그 소속기관 직제」 별표 2·별표 5
2. ↑  기획재정부. “열린재정 > 재정연구분석 > 재정분석통계 > 예산편성현황(총수입)”. 《열린재정》. 2023년 1월 6일에 확인함.
3. 1 2  기획재정부. “열린재정 > 재정연구분석 > 재정분석통계 > 세목 예산편성현황(총지출)”. 《열린재정》. 2023년 1월 6일에 확인함.
4. ↑  “單一化 시급한 消防行政”. 《조선일보》. 1974년 11월 10일. 2022년 2월 8일에 확인함.
5. 1 2 3  양정우 (2017년 6월 7일). “42년만의 '소방청' 독립시대…소방관 '처우개선' 기대감 고조”. 《연합뉴스》 (서울). 2022년 2월 8일에 확인함.
6. ↑  서영옥 (1989년 12월 4일). “消防행정조직 專門化 시급하다”. 《경향신문》. 2022년 2월 8일에 확인함.
7. ↑  김춘종 (1992년 11월 12일). “소방업무 내무부관장 안맞다”. 《동아일보》. 2022년 2월 8일에 확인함.
8. ↑  김동희 (1995년 7월 13일). “구조-구난 통합지휘 「소방청」설치 절실”. 《조선일보》. 2022년 2월 8일에 확인함.
9. ↑  “金大中당선자 정부조직개편 작업 착수”. 《연합뉴스》 (서울). 1997년 12월 20일. 2022년 2월 8일에 확인함.
10. ↑  김대호 (2001년 3월 4일). “소방관들 근무환경 열악”. 《연합뉴스》 (서울). 2022년 2월 8일에 확인함.
11. ↑  김민아 (2003년 5월 25일). “‘국가방재소방청’ 8월 신설”. 《경향신문》. 2022년 2월 8일에 확인함.
12. ↑  원희복 (2003년 5월 28일). “재난총괄부서 ‘소방방재청’으로”. 《경향신문》. 2022년 2월 8일에 확인함.
13. ↑  장영은 (2003년 8월 26일). “재난지휘 중앙재난안전대책본부로 일원화(종합)”. 《연합뉴스》 (서울). 2022년 2월 8일에 확인함.
14. ↑  주용성 (2003년 10월 19일). “국가재난기구 신설 논란 증폭될 듯”. 《연합뉴스》 (서울). 2022년 2월 8일에 확인함.
15. ↑  김동훈 (2003년 12월 17일). “행자부-국회 소방방재청장 직위 신경전”. 《한겨레》. 2022년 2월 8일에 확인함.
16. ↑  박용범 (2003년 12월 23일). “소방방재청 신설법안 부결”. 《매일경제》. 2022년 2월 8일에 확인함.
17. ↑  최승철 (2004년 1월 20일). “정부, 정부조직법개정안 임시국회 제출”. 《파이낸셜뉴스》. 2022년 2월 8일에 확인함.
18. ↑  고성훈; 박만원 (2004년 2월 9일). “지역구의원 10명 증원”. 《매일경제》. 2022년 2월 8일에 확인함.
19. ↑  박태해 (2004년 3월 3일). “소방방재청 신설 확정…정부조직법 국회통과”. 《세계일보》. 2022년 2월 8일에 확인함.
20. ↑  백상진 (2004년 6월 1일). “`재난예방 총괄` 소방방재청 공식출범”. 《문화일보》. 2022년 2월 8일에 확인함.
21. ↑  심화영 (2014년 5월 28일). “정부조직법 개정 입법예고…소방방재청-해양경찰청 폐지”. 《디지털타임스》. 2022년 2월 8일에 확인함.
22. ↑  박철중 (2014년 5월 30일). “소방방재청 폐지 논란…'국가안전처가 현장 챙기겠나'”. 《머니투데이》 (서울). 2022년 2월 8일에 확인함.
23. ↑  여태경 (2014년 8월 29일). “국가→국민안전처 변경…해경·소방방재청 해법은 오리무중”. 《뉴스1》 (서울). 2022년 2월 8일에 확인함.
24. ↑  김희정 (2014년 10월 30일). “방재청 서열 1·2위 잇단 사직… 소방관들 '동요'”. 《머니투데이》. 2022년 2월 8일에 확인함.
25. ↑  “해체인 듯 해체 아닌 해경·소방청…'조직·기능' 그대로”. 《JTBC》. 2014년 11월 1일. 2022년 2월 8일에 확인함.
26. ↑  “국민안전처 인사혁신처 출범, 소방방재청과 해양경찰청 만나다”. 《MBN》. 2014년 11월 20일. 2022년 2월 8일에 확인함.
27. ↑  강병철; 배영경; 류미나; 박수윤; 박경준; 최평천 (2017년 4월 27일). “[공약점검] ⑨누가돼도 소방청·해경 독립…文·安, 靑중심 재난대응”. 《연합뉴스》. 2022년 2월 8일에 확인함.
28. ↑  문준모 (2017년 5월 21일). “'해경·소방청 독립' 조직개편안 윤곽…정부개편 '최소화'”. 《SBS》. 2022년 2월 8일에 확인함.
29. ↑  유의주 (2017년 6월 27일). “'산림청이냐 소방본부냐'…산불 주무기관 변경 논쟁 재점화”. 《연합뉴스》 (대전). 2022년 2월 8일에 확인함.
30. ↑  대통령령 제18호
31. ↑  대통령령 제304호
32. ↑  대통령령 제804호
33. ↑  대통령령 제996호
34. ↑  각령 제166호
35. ↑  대통령령 제7505호
36. ↑  대통령령 제7760호
37. ↑  대통령령 제14791호
38. ↑  대통령령 제15715호
39. ↑  법률 제7186호
40. ↑  법률 제8852호
41. ↑  법률 제11690호
42. ↑  법률 제12844호